# أولريش ويلهلم
أولريش ويلهلم (بالألمانية: Ulrich Wilhelm) هو محامي وصحفي ألماني، ولد في 1961 في ميونخ في ألمانيا.